# Saarikko (ö i Lojo sjö)
Saarikko är en ö i Finland. Den ligger i sjön Lojo sjö och i kommunen Lojo i den ekonomiska regionen Helsingfors och landskapet Nyland, i den södra delen av landet, 50 km väster om huvudstaden Helsingfors. Öns area är 2,1 hektar och dess största längd är 200 meter i nord-sydlig riktning.